# باول باتريك
باول باتريك (بالإنجليزية: Paul Patrick)‏ هو ناشط حقوق إل جي بي تي بريطاني، ولد في 23 يوليو 1950، وتوفي في 22 مايو 2008.